# Goda Géza
Goda Géza, 1915-ig Grünfeld (Komárom, 1874. június 21. – Budapest, 1954. szeptember 28.) író, újságíró, műfordító. Goda Gábor író édesapja.

## Életútja
Grünfeld Jakab és Biringer Franciska fia. A Budapesti Tudományegyetemen folytatott jogi tanulmányainak elvégzése után 1898-ban a Budapesti Napló szerkesztőségének tagja lett, itt kötött barátságot Ady Endrével. Parlamenti tudósításokat, novellákat és vezércikkeket írt. A Világ című napilapban, különböző hetilapokban és társadalmi folyóiratokban harcot folytatott a polgári demokrácia célkitűzéseiért, elsősorban az általános választójogért. Erről, valamint a kivándorlás kérdéséről és a cselédtörvény javaslatról Marforius néven jelent meg több tanulmánya. Az 1920-as évek végén visszavonult a hírlapírástól és a közgazdasági életben tevékenykedett. A Tőzsdeklub egyik alapítója volt. Csehov egyik első magyar fordítója. Munkatársa volt a Nyelvőrnek, kutatta Jókai Mór nyelvét és stílusát. 1904. május 23-án Budapesten, az Erzsébetvárosban feleségül vette Siefter Erzsébetet.

## Művei
- János generális. Ill. Mühlbeck Károly. (történeti elbeszélés, Budapest, 1904, 2. kiadás: Budapest, 1913)
- A cselédtörvény-javaslat (Budapest, 1907)
- Római nagypéntek (elbeszélés gyűjtemény, Budapest, 1964)
- Emberkalitkák. Bev. Hegedűs Géza. (Budapest, 1967)

### Fordításai
- Hamsun, Knut: Éhség. Magyar Hírlap: Budapest, 1902
- Csehov, Anton Pavlovics: Semmirekellő. Franklin Társulat: Budapest, 1924
- Lesage, Alain-René: A sánta ördög. Franklin Társulat: Budapest, 1928
- Neumann, Alfred: Lázadók. Franklin Társulat: Budapest, 1932
- Shaw, George Bernard: Szocializmusról, kapitalizmusról nőknek. Dante: Budapest, 1945)
- Bonte, Florimond: A becsület útja (Budapest, 1950)
- Koplenig, Johann: Válogatott cikkek és beszédek (Budapest, 1952)